# Nový Hubenov
Nový Hubenov (německy Neu Steindorf) je základní sídelní jednotka, součást obce Hubenov v okrese Jihlava v kraji Vysočina. Nachází se asi 9,5 km západně od centra Jihlavy. V roce 2011 zde žilo 66 obyvatel v 31 domech.
Osadou prochází silnice II/602. Nachází se zde kříž, zvonička a dva rybníky. V okolí se nachází několik samot, např. U Hlaváčků a U Nečadů, a osady Starý Hubenov a Pančava. Na západ od Nového Hubenova protéká Jedlovský potok, levostranný přítok řeky Jihlavy.
| Rok            | 1869 | 1880 | 1890 | 1900 | 1910 | 1921 | 1930 | 1950 | 1961 | 1970 | 1980 | 1991 | 2001 | 2011 |
| -------------- | ---- | ---- | ---- | ---- | ---- | ---- | ---- | ---- | ---- | ---- | ---- | ---- | ---- | ---- |
| Počet obyvatel | –    | 79   | –    | 65   | 76   | –    | 63   | –    | –    | 70   | 68   | 77   | 76   | 66   |
| Počet domů     | –    | 10   | –    | 11   | 10   | 10   | 11   | –    | –    | 17   | 17   | 21   | 27   | 31   |